# Matt O’Riley
Matthew Sean „Matt“ O’Riley (* 21. November 2000 in Hounslow, London) ist ein englisch-dänischer Fußballspieler der bei Brighton & Hove Albion in der Premier League unter Vertrag steht. Der britisch-dänische Doppelstaatsbürger war zunächst Jugendnationalspieler der „Three Lions“, bevor er schließlich für die U21 Dänemarks spielte. Seit 2023 gehört O’Riley dem Kader der A-Nationalmannschaft der Skandinavier an. 

## Karriere

### Verein
Matt O’Riley, Sohn einer dänischen Mutter und eines englischen Vaters sowie Enkel eines norwegischen Großvaters, trat im Alter von acht Jahren der Akademie des FC Fulham bei, nachdem er zuvor für die in Teddington ansässige „NPL Youth“ gespielt hatte. Er durchlief mehrere Altersklassen und wurde schließlich Stammspieler in der U18 und der Reservemannschaft des Vereins. Ab 2017 spielte er in der U23-Mannschaft der „Cottagers“. Sein Debüt in der ersten Mannschaft gab er am 8. August 2017 beim 2:0-Auswärtssieg im EFL Cup in der ersten Runde gegen die Wycombe Wanderers. In den nächsten beiden Spielzeiten spielte O’Riley für die U21-Mannschaft des Vereins in mehreren Gruppenspielen der EFL Trophy sowie in der ersten Mannschaft in einigen Partien im EFL Cup. Sein Meisterschaftsdebüt in der zweiten Liga gab er am 1. Januar 2020 als Einwechselspieler in der 19. Minute für den verletzten Harrison Reed, bei einer 1:2-Heimniederlage gegen Reading. O’Riley verließ den Verein aus dem Westen von London im Sommer 2020, nachdem er einen neuen Dreijahresvertrag für die erste Mannschaft abgelehnt hatte.
Am 24. Januar 2021 unterschrieb O’Riley einen Vertrag beim englischen Drittligisten Milton Keynes Dons, nachdem er seit seinem Abschied von Fulham sechs Monate lang Vereinslos war. Nach seinem Debüt gegen Charlton Athletic zwei Tage nach der Vertragsunterschrift gelang ihm eine Woche später bei einem 2:0-Auswärtssieg gegen den AFC Wimbledon sein erstes Tor in seiner Profikarriere. Bis zum Ende der restlichen Saison 2020/21 kam er in 23 Partien auf insgesamt drei Tore. Nach einem beeindruckenden Start in die Saison 2021/22 wurde O’Riley im November 2021 zum „EFL Young Player of the Month“ geehrt. Bis in den Januar 2022 hatte er in 26 Ligaspielen sieben Tore erzielt.
Am 20. Januar 2022 schloss sich O’Riley dem schottischen Premiership-Club Celtic Glasgow mit einem Viereinhalbjahresvertrag an, nachdem dieser eine Ablösesumme von umgerechnet 1,8 Millionen Euro gezahlt hatte. Im September 2023 verlängerte er seinen in Vertrag in Glasgow vorzeitig um vier weitere Jahre bis 2027, nachdem er bis dahin mit Celtic zweimal Schottischer Meister und einmal Pokal- und Ligapokalsieger geworden war. 2024 wurde O’Riley erneut Meister und Pokalsieger mit Celtic.
O’Riley kehrte im August 2024 nach England zurück und wechselte in die Premier League zu Brighton & Hove Albion, wo er einen Fünfjahresvertrag unterschrieb.

### Nationalmannschaft
Matt O’Riley debütierte für England in der U16-Altersklasse im Oktober 2015. Nach drei weiteren Einsätzen bis zum folgenden Jahr, kam er 2017 zu seinem Debüt in der U18.
O’Riley ist sowohl für die englischen Auswahlteams als auch für die Auswahlmannschaften Norwegens und Dänemarks spielberechtigt. Er entschied sich dann, künftig für die dänischen Auswahlteams zu spielen und kam dann zu fünf Einsätzen (ein Tor) für die U21-Nationalmannschaft Dänemarks. Mit dieser verpasste er die Qualifikation für die Europameisterschaft 2023 in Georgien und Rumänien. Am 20. November 2023 gab Matt O’Riley schließlich bei der 0:2-Niederlage im EM-Qualifikationsspiel in Belfast gegen Nordirland, als Dänemark schon längst als Gruppensieger – somit waren die Dänen schon für das Turnier qualifiziert – feststand, sein Debüt für die A-Nationalmannschaft der Skandinavier. Trotz seiner Leistungen bei Celtic Glasgow wurde er vom dänischen Nationaltrainer Kasper Hjulmand nicht für den Kader für die EM 2024 in Deutschland nominiert.

## Erfolge
mit Celtic Glasgow:
- Schottischer Meister: 2022, 2023, 2024
- Schottischer Pokalsieger: 2023, 2024
- Schottischer Ligapokal: 2023